# NGC 5515
NGC 5515 ist eine 13,0 mag helle spiralförmige Seyfertgalaxie (Typ 1) vom Hubble-Typ „Sab“ im Sternbild Bärenhüter am Nordsternhimmel. Sie ist schätzungsweise 349 Millionen Lichtjahre von der Milchstraße entfernt und hat einen Durchmesser von etwa 130.000 Lj.

Im selben Himmelsareal befinden sich u. a. die Galaxien NGC 5536, NGC 5497, IC 990.
Sie wurde am 16. Mai 1787 vom deutsch-britischen Astronomen Wilhelm Herschel mit einem 18,7-Zoll-Spiegelteleskop entdeckt, der sie dabei mit „vF, cS, R, sbM“ beschrieb.